# Mundialito (calcio a 5)
Vengono definiti generalmente con il nome di Mundialito tutte le manifestazioni di calcio a 5 disputate da selezioni nazionali, con modelli simili al campionato del mondo, ma con un numero minore di squadre e la partecipazione ad invito.
I Mundialito sono stati disputati in varie sedi ed a intervalli irregolari a partire dal 1994 dopo che la FIFA tra il 1986 ed il 1987 aveva sperimentato tale modalità per le prime manifestazioni internazionali della sua versione di calcio a 5.

## Edizioni
| 1994 | Milano Italia          | Italia     | girone | Croazia   | Spagna      | girone                              | Ungheria    |
| 1995 | Rio de Janeiro Brasile | Brasile    | 7 - 2  | Italia    | Spagna      | 9 - 2                               | Stati Uniti |
| 1996 | Rio de Janeiro Brasile | Brasile    | 6 - 0  | Paraguay  | Argentina   |                                     | Stati Uniti |
| 1998 | Rio de Janeiro Brasile | Brasile    | 2 - 0  | Argentina | Stati Uniti | girone per determinare le finaliste | Italia      |
| 2001 | Joinville Brasile      | Brasile    | 4 - 1  | Argentina | Portogallo  | 1 - 0                               | Rep. Ceca   |
| 2002 | Reggio Calabria Italia | Brasile    | 3 - 1  | Italia    | Russia      | 5 - 3                               | Argentina   |
| 2006 | Algarve Portogallo     | Portogallo | 3 - 2  | Croazia   | Angola      | 3 - 1                               | Mozambico   |